# Кокалат
Кокалат (каз. Көкалат) — село в Джангельдинском районе Костанайской области Казахстана. Административный центр Албарбогетского сельского округа. Код КАТО — 394239100.

## Население
В 1999 году население села составляло 679 человек (346 мужчин и 333 женщины). По данным переписи 2009 года, в селе проживало 540 человек (272 мужчины и 268 женщин).